# Symphonie no 3 d'Ives
The Camp Meeting
Pour les articles homonymes, voir Symphonie no 3.
La Symphonie no 3 sous titrée « The Camp meeting » est une œuvre pour orchestre de chambre composée par  Charles Ives entre 1904 et 1908, à partir d'anciennes pièces pour orgue. Elle est d'inspiration religieuse et valut à son auteur le prix Pulitzer de musique en 1947. C'est la plus courte des symphonies d'Ives ; elle est en trois mouvements et dure environ vingt minutes. Elle fut créée le 5 avril 1946 par le compositeur Lou Harrison dirigeant le New York Little Symphony Orchestra.

## Orchestration
Elle est écrite pour orchestre de chambre.
| Instrumentation de la troisième symphonie                            |
| Cordes                                                               |
| premiers violons, seconds violons, altos, violoncelles, contrebasses |
| Bois                                                                 |
| 1 flûte, 1 hautbois, 1 clarinette, 1 basson                          |
| Cuivres                                                              |
| 2 cors, 1 trombone                                                   |
| Percussions                                                          |
| cloche                                                               |

## Mouvements
1. Old Folks Gatherin - Andante maestoso
2. Children's Day - Allegro
3. Communion - Largo